# Paul Hindemith
Paul Hindemith (Hanau, 16 de noviembre de 1895-Fráncfort del Meno, 28 de diciembre de 1963) fue un compositor, violista y musicólogo alemán.
Hindemith está considerado como uno de los compositores más influyentes de la primera mitad del siglo XX; su aportación creadora abarca desde el expresionismo hasta el neoclasicismo, y su enorme catálogo comprende todos los géneros musicales.
Ajeno y contrario al espíritu del romanticismo y el culto a la genialidad, Hindemith reivindica la artesanía y la práctica musical: “Es mejor hacer música que escucharla”.

## Vida y trayectoria

### Primeros años y éxito internacional
Hindemith comenzó a tocar diversos instrumentos desde niño, bajo la supervisión de su padre, que tenía formación musical y quería hacer de él un músico de éxito. A causa de la falta de recursos de su familia, tuvo que tocar en teatros, cafés, tabernas y bandas de música  para mantenerse y pagar sus estudios en el Conservatorio de Fráncfort, donde estudió violín con Adolf Rebner, y dirección de orquesta, armonía y composición con Bernhard Sekles y Arnold Mendelssohn. En 1914, antes de cumplir los veinte años, fue nombrado violinista en la Ópera de Fráncfort, y ascendido a concertino en 1917; en 1921 funda el Cuarteto Amar, en el que toca la viola, y con el que recorrerá Europa.
Hacia esa época, Hindemith comienza a ser conocido en los círculos de música de vanguardia, tras presentar algunas obras en la Sociedad Internacional de Música Contemporánea en el Festival de Salzburgo. Desde 1923 trabaja en la organización del Festival de Donaueschingen, donde se estrenan obras de música contemporánea, incluyendo a compositores como Arnold Schönberg o Anton Webern. En poco tiempo, Hindemith se convierte en una de las grandes promesas de la música alemana del período de entreguerras y en el símbolo de la vanguardia musical de la República de Weimar, adquiriendo fama de provocador e iconoclasta. Durante los años 20 se consolida su prestigio como compositor, contrae matrimonio con Gertrude Rottenberg, y es nombrado profesor de Composición en la Escuela Superior de Música de Berlín (1927).

### Madurez y últimos años
A lo largo de los años 30 se multiplican los compromisos internacionales: además de sus giras como solista de viola, desde 1935 visita Ankara invitado por el gobierno de Mustafa Kemal Atatürk con la tarea de organizar la educación musical en Turquía. Pero su situación es cada vez más complicada en la Alemania nazi: se ve obligado a renunciar a su trabajo docente en Berlín, su música es considerada como “degenerada”, y a pesar de sus esfuerzos por llegar a una situación conciliadora e incluso la intercesión de Wilhelm Furtwängler, los ensayos de su ópera Matías el pintor precipitan su salida de Alemania: Hindemith se exilia a Suiza en 1938, y se establece en Estados Unidos en 1940.
En su etapa norteamericana, Hindemith da clases en la Universidad de Yale, donde ejerce una importante labor pedagógica; obtiene la nacionalidad estadounidense en 1948, pero desde 1953 vive en Suiza ejerciendo como profesor en la Universidad de Zúrich. Sin abandonar nunca la composición, se dedica también en sus últimos años a la dirección de orquesta y la grabación de discos. En 1962 obtiene el Premio Balzan. Tras un progresivo deterioro de su salud,  muere en 1963 a los 68 años.

## Música

### Los primeros años, el expresionismo y la Nueva Objetividad
Hindemith comenzó a componer bajo la influencia académica de Johannes Brahms y  Max Reger, pero si sus primeras obras aún muestran influencia del postromanticismo, como en sus dos primeros Cuartetos de cuerda (1915-1918), con algo del impresionismo, como en las diversas sonatas para violín, viola o violonchelo que forman el op. 11 (1918-1919), pronto se convierte en anti-romántico y rechaza toda música con implicaciones emocionales, evocadoras o sentimentales.
Durante los años 20 la música de Hindemith puede relacionarse con el expresionismo musical por su empleo de la atonalidad, aunque por su espíritu se convierte en el principal representante musical de la Nueva Objetividad, que rechaza la expresión de estados de ánimo, se centra en la dimensión social y participativa de la música, y emplea como efectos de distanciamiento tanto la parodia y el humor como algunos elementos musicales del jazz o el Cabaré. El carácter provocador de algunos de los libretos empleados por el compositor en esta época será la causa de diversos escándalos, como en el caso de sus tres óperas breves: Asesino, esperanza de las mujeres (1919, con libreto del pintor Oskar Kokoschka), Nusch-Nuschi (1920) o Sancta Sussana (1921), llamadas óperas expresionistas, por ser quizá sus obras más cercanas a esta corriente. También próximas al expresionismo están dos composiciones para voz y orquesta de cámara, Die Junge Magd (La muchacha, sobre poemas de Georg Trakl) y Des Todes Tod (La muerte de la Muerte), ambas de 1923, además de los Cuartetos de cuerda números 3 (1920) y 4 (1921). Más cerca de la Nueva Objetividad están la Suite “1922” para piano, el ballet Der Dämon (1923) o el Cuarteto de cuerda número 5 (1923).
El ciclo de canciones La vida de María (1923), basado en unos poemas de Rainer Maria Rilke de carácter místico y meditativo, es el punto de inflexión hacia un neoclasicismo que irá dominando la obra de Hindemith en el transcurso de los años 20, si bien en muchos aspectos su música continuará siendo todavía fiel a los principios de la Nueva Objetividad.

### El neoclasicismo

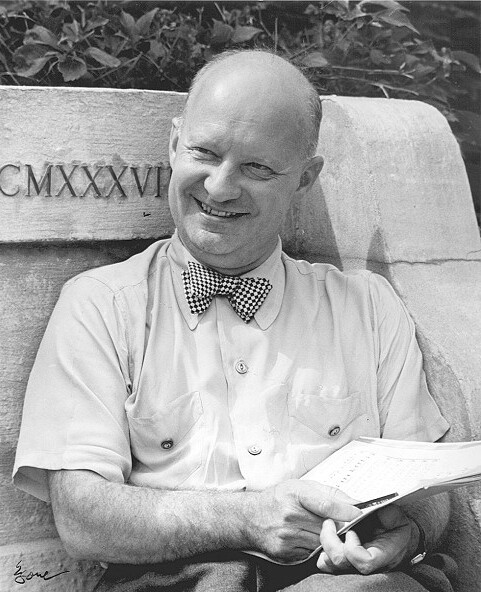
Paul Hindemith en Estados Unidos

El neoclasicismo de Hindemith debe entenderse en un sentido amplio, abierto hacia toda la música del pasado, especialmente la música medieval, renacentista y barroca; de hecho, Johann Sebastian Bach será la referencia más importante de las creaciones de Hindemith a partir de este momento. Aunque la adopción de las formas y el contrapunto de la música barroca no le impide emplear usualmente motivos de jazz, ni la composición de música utilitaria, sí que hay una tendencia a componer obras más ambiciosas, especialmente en el terreno de la ópera: Cardillac (1926), una historia trágica ambientada en el París del siglo XVII, o  Noticias del día (1930),  ópera cómica que alcanzó un gran éxito y que influyó en obras de Arnold Schönberg (Von heute auf Morgen) y de Alban Berg (Lulú).
En el género orquestal, comenzó a escribir cada vez más para grandes conjuntos sinfónicos, con obras como el Concierto para Orquesta (1925), que inaugura este nuevo género, o el Concierto Filarmónico (1932). Son muy características una serie de obras compuestas entre 1922 y 1930, que aparecen agrupadas en dos series: Kammermusik (música de cámara) y Konzertmusik (música concertante). Cada una de las obras incluidas en estos dos grupos está escrita para un conjunto instrumental distinto, siendo algunas de estas agrupaciones completamente atípicas; por ejemplo, la Kammermusik número 6, es un concierto para viola de amor, un instrumento que había caído en desuso desde finales de la época barroca; la Konzertmusik op.49 (1930), para piano, dos arpas e instrumentos de metal, aporta también una sonoridad muy diferente, y la Konzertmusik op. 50 (1930), para cuerdas y metal,  es una de sus obras más características.  También dentro de este periodo, el oratorio Das Unaufhörliche (De lo incesante, 1931) anticipa las dimensiones y la trascendencia de las obras de su última época.
Desde 1933 a 1935 trabajó en su obra más conocida, la ópera Mathis der Maler (‘Matías el pintor’), basada en la vida del pintor renacentista alemán Matthias Grünewald, sobre un libreto propio. Es considerada su mayor logro en el terreno de la ópera, y la sinfonía Mathis der Maler, basada en pasajes instrumentales de la misma, es una de sus obras más apreciadas.
Mathis der Maler, las complejas circunstancias políticas que rodean su composición y estreno, y la plausible identificación de Hindemith con su protagonista, el pintor en la época turbulenta de las revueltas campesinas del siglo XVI, determinan un corte en la trayectoria musical de Hindemith, tras el  que el compositor se replantea tanto su lenguaje musical como sus ideas sobre la relación entre el artista y la sociedad.

### Última época
A partir de Mathis der Maler la tonalidad clásica  aparece cada vez con más frecuencia como principio constructivo, en obras como las Danzas Sinfónicas (1937), el ballet Nobilissima Visione (1938), la Sonata para piano a cuatro manos (1938), la Sinfonía en Mi bemol (1940), Los cuatro temperamentos para piano y cuerda (1940),  la Metamorfosis sinfónica sobre  temas de Carl Maria von Weber (1943) o el concierto para viola titulado Der Schwanendreher (1935).

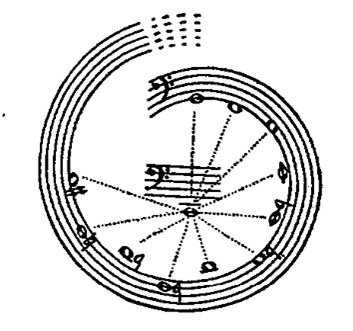
"Sistema planetario" de Paul Hindemith. En él, se esquematiza el "centro tonal", del que hacía uso en su técnica compositiva.

La tonalidad aparece ahora considerada como ley natural inevitable en su obra teórica Arte de la composición musical (1938). Su importante obra para piano Ludus Tonalis (1942) contiene doce fugas, a la manera de Johann Sebastian Bach, conectadas entre sí por un interludio durante el que la música se desplaza desde la tonalidad de la fuga precedente a la de la fuga siguiente.

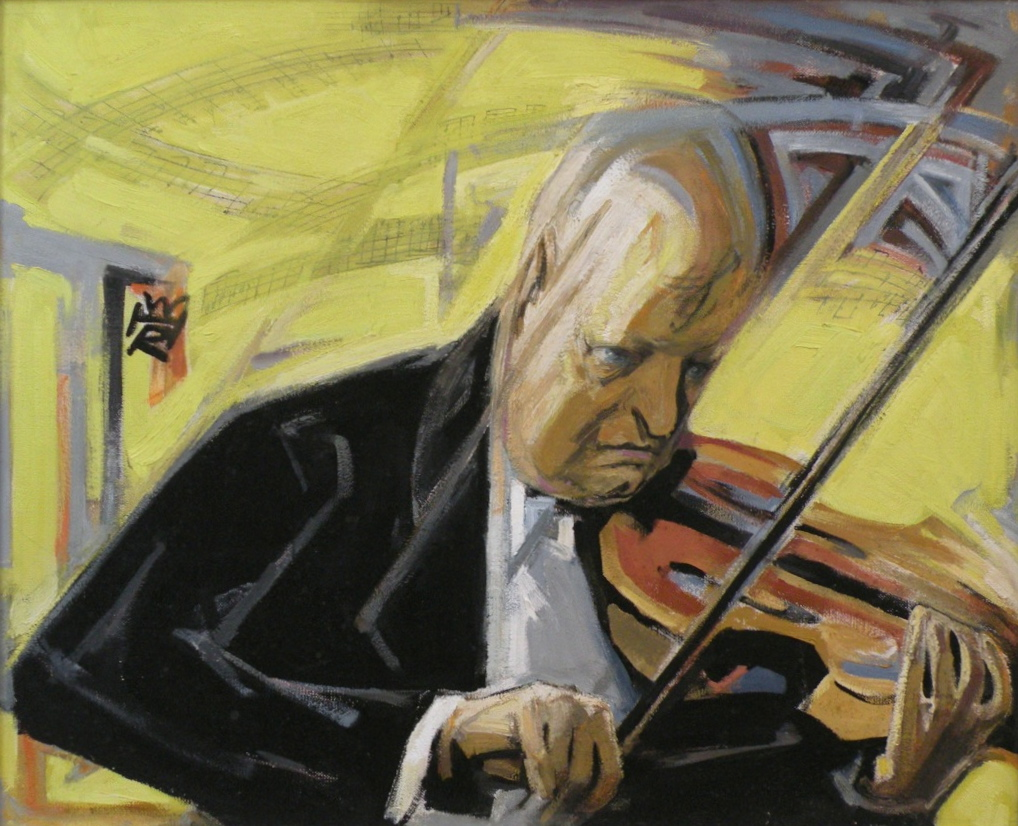
Paul Hindemith con su viola (Rudolf Heinisch)

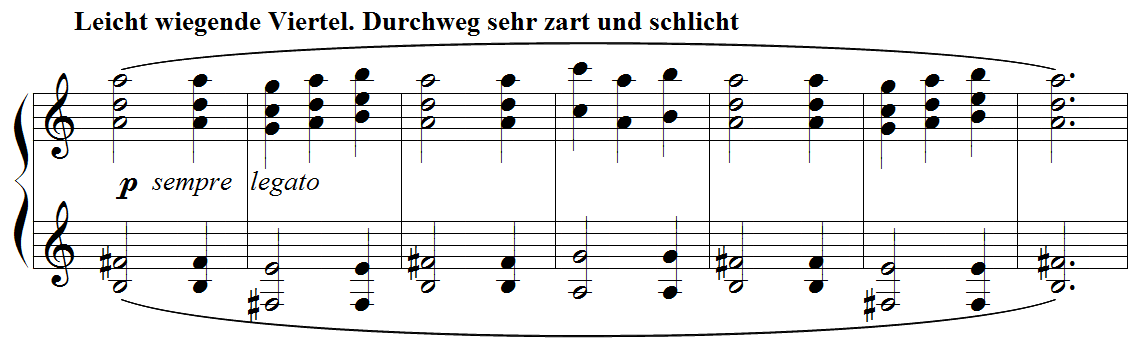
Composición de Paul Hindemith.

Los ataques del compositor contra  el dodecafonismo pondrán de manifiesto su abandono de la vanguardia musical, especialmente tras la importancia que cobra el serialismo integral después de la Segunda Guerra Mundial. Aunque algunos consideran que el compositor ha caído en el academicismo y es acusado de conservador y retrógrado, en sus últimos años encontramos en su música una síntesis entre este neoclasicismo tardío y un lenguaje cerebral, trascendente y algo enigmático.
Entre las obras más destacables de esta época están el Réquiem When lilac´s last in the dooryard Bloom´d (La última vez que florecieron las lilas en el huerto, 1946) sobre poemas de Walt Whitman, el ballet Hérodiade (1944), concebido como un recitado orquestal, sobre el poema de Stéphane Mallarmé, considerado por el propio Hindemith como una de sus mejores obras,la Sinfonía Serena (1946), el Octeto (1958), una de sus obras de cámara más importantes, los dos últimos Cuartetos de cuerda (1943-1946), la sinfonía Armonía del mundo (1953), extraída de la ópera del mismo nombre sobre la vida del astrónomo Johannes Kepler, la Sinfonía Pittsburg (1958), o la ópera La larga cena de Navidad (1961), sobre un texto de Thornton Wilder.

### Estilo musical
A pesar de los cambios estilísticos en la trayectoria de Hindemith, hay una serie de elementos que encontramos en todas las etapas: el carácter contrapuntístico de su música, el empleo de melodías cromáticas y modales, el uso de formas musicales antiguas (variación, pasacalle, fuga, sonata barroca, etc), el rechazo del desarrollo temático, las formas cíclicas y otros recursos formales propios del siglo XIX, el empleo del patrón rítmico conocido como motorik de carácter regular y constante, una sonoridad vigorosa y una gran destreza artesanal en el uso de los instrumentos, los grupos de cámara y la orquesta.
En su primera etapa, la música de Hindemith se caracteriza por la atonalidad ocasional, la investigación rítmica o el uso de la tonalidad y la politonalidad con carácter paródico o burlesco.
Sin embargo, en su madurez y últimos años, el sistema de Hindemith será tonal aunque no diatónico, empleando la modulación para desplazarse de un centro tonal a otro, pero utilizando las doce notas de la escala cromática. En su Arte de la composición musical (1938), justificación teórica de su nuevo sistema, realiza una clasificación de todos los intervalos en función de su tendencia, y aunque Hindemith emplea en su música todos los intervalos, por disonantes que sean, éstos se resuelven siempre de acuerdo con la consonancia tonal. Ludus Tonalis (1942) es un ejemplo de este uso de la nueva clasificación de los intervalos.
El contraste estilístico entre ambas etapas de su producción parece indicar que a lo largo de los años 30 se produjo una ruptura en el desarrollo musical de Hindemith.  A partir de este momento la música de Hindemith adquiere un carácter trascendente y conservador que está completamente ausente en su etapa anterior, y que quizá toma como modelo al último Bach.  Esta discontinuidad se muestra, además, en la revisión sustancial de muchas de sus obras anteriores más importantes, como sucede con Das Marienleben o Cardillac.

### Música utilitaria
El interés de Hindemith por la artesanía y la práctica musical le llevan a la creación de Gebrauchsmusik (música utilitaria), término empleado por él para designar a la música con una función social definida, como puede ser el propósito pedagógico o la interpretación por grupos de aficionados. Un ejemplo puede ser la cantata Plöner Musiktag (Jornada musical en Plön)(1932), compuesta para un campamento infantil en el que las actividades de un día entero se organizan alrededor de la música. Hindemith compone gran cantidad de música utilitaria durante su primer período; más adelante Hindemith criticará el empleo de este término y prestará poca atención a sus obras utilitarias, aunque seguirá componiendo con fines pedagógicos concretos.

### Influencia y valoración posterior

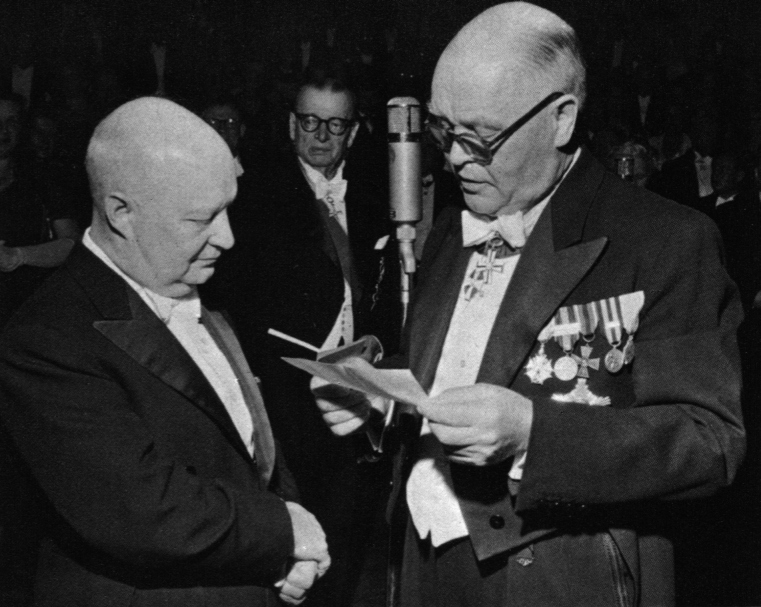
Hindemith recibiendo el premio Sibelius

Aunque la influencia de Hindemith ha sido considerable, su valoración posterior es aún contradictoria, en parte a causa de los cambios y contradicciones en su evolución artística, y también a causa del elevado número de obras que compuso, lo que dificulta una visión de conjunto.
A pesar de la gran influencia de Hindemith durante la primera mitad del siglo XX, a partir de la Segunda Guerra Mundial el mundo musical europeo empieza a relegar su obra a un pasado ya superado, a medida que va aumentando la influencia de la Segunda Escuela de Viena, en especial Arnold Schönberg y Anton Webern.
Por otra parte, a partir de ese momento la crítica musical progresista, asociada primero al dodecafonismo y luego al serialismo integral, tiende a considerar que la producción tardía de Hindemith no está a la altura de sus obras tempranas, o incluso juzga negativamente toda su producción ateniéndose a su evolución final.
La posición moderada de Hindemith dentro de la vanguardia y su regreso a posturas más tradicionales han perjudicado su valoración posterior, al ser considerado demasiado conservador desde la vanguardia radical, pero también un compositor demasiado complejo y cerebral para convertirse en un clásico.  Aunque sólo un pequeño número sus obras se interpreta en el repertorio habitual, en la actualidad hay un creciente interés por su producción operística y orquestal
Por otra parte, la música de cámara de Hindemith es bien conocida y valorada por los músicos profesionales, en especial por las sonatas compuestas a partir de 1935 para todos los instrumentos de la orquesta y piano, que se interpretan con frecuencia por su exploración de las posibilidades técnicas de cada instrumento dentro de un lenguaje avanzado.
Entre los discípulos de Hindemith están Harald Genzmer, Lukas Foss, Hans Otte, Norman Dello Joio. La música de Hindemith también influyó en la obra de numerosos compositores como  Elliott Carter, Michael Tippett o Walter Piston.

### Libros de enseñanza
Dentro de las obras literarias y escritos pedagógicos se destacan "El Arte de la Composición Musical" (The Craft of Musical Composition, 1937), un libro que presenta su visión armónica con gran detalle, "Entrenamiento Elemental para Músicos" (Elementary Training for Musician, 1940), un libro de educación auditiva de gran profundidad técnica, y "Curso Concentrado en Armonía Tradicional: con énfasis en los ejercicios y un mínimo de reglas" (A Concentrated Course in Traditional Harmony: With Emphasis on Exercises and a Minimum of Rules, 1940), un libro con gran cantidad de ejercicios basados en la composición de la armonía tradicional.

## Obras principales

### Obras escénicas
- Asesino, esperanza de las mujeres (Mörder, Hoffnung der Frauen) op. 12,  ópera en un acto con libreto de Oskar Kokoschka (1919)
- Das Nusch-Nuschi op. 20, obra en un acto para teatro de marionetas con libreto de Franz Blei (1920)
- Sancta Sussana op. 21, ópera en un acto con libreto de August Stramm (1921)
- El demonio (Der Dämon) op. 28, ballet en dos actos (1922)
- Cardillac op. 39, ópera en tres actos con libreto de Ferdinand Lion (1926). Versión revisada de 1952.
- Ida y vuelta (Hin und Zurück) op. 45a, escena con música sobre texto de Marcellus Schiffer (1927)
- Noticias del día (Neues vom Tage), ópera cómica en tres partes con libreto de Marcellus Schiffer (1930). Versión revisada de 1954.
- Matías el pintor (Mathis der Maler), ópera en siete cuadros con libreto del compositor (1935).
- Nobilissima Visione, leyenda coreográfica en seis cuadros (1938)
- Armonía del mundo (Die Harmonie der Welt), ópera en cinco actos con libreto del compositor (1957)
- La larga cena de Navidad (The long Christmas dinner), ópera en un acto con libreto de Thornton Wilder (1961).

### Obras orquestales
- Concierto para Orquesta op. 38 (1925)
- Música concertante (Konzertmusik) op. 41 para banda de viento (1926)
- Música concertante  (Konzertmusik) op. 50 para cuerdas y metal (1930)
- Concierto Filarmónico (Philarmonisches Konzert) (1932)
- Sinfonía Matías el Pintor (Mathis der Maler symphonie) (1934)
- Danzas Sinfónicas (Sinfonische Tänze) (1937)
- Nobilissima Visione, suite orquestal (1938)
- Sinfonía en Mi bemol (1940)
- Los cuatro temperamentos (Die Vier Temperamente), tema con variaciones para piano y cuerdas (1940).
- Amor und Psyche, obertura de ballet (1943)
- Metamorfosis sinfónica sobre temas de Carl Maria von Weber (1943)
- Symphonia Serena (1946)
- Sinfonietta en Mi (1950)
- Sinfonía La Armonía del Mundo (Die Harmonie der Welt symphonie) (1951)
- Sinfonía Pittsburg (1958)

### Conciertos
- Música concertante (Konzertmusik) op. 48 para viola y orquesta de cámara (1930)
- Música concertante (Konzertmusik) op. 49 para piano, dos arpas y metales (1930)
- Der Schwanendreher, concierto para viola y pequeña orquesta (1935)
- Música fúnebre (Trauermusik), para viola y orquesta de cuerda (1936)
- Concierto para violín y orquesta (1939)
- Concierto para violonchelo y orquesta (1940)
- Concierto para piano y orquesta (1945)
- Concierto para clarinete y orquesta (1947)
- Concierto para trompa y orquesta (1949)
- Concierto para trompeta, fagot y orquesta de cuerda (1949)
- Concierto para instrumentos de madera, arpa y orquesta (1949)
- Concierto para órgano y orquesta (1963)

### Música de cámara
- Cuarteto de cuerda número 1 en Do mayor op. 2 (1915)
- Cuarteto de cuerda número 2 en fa menor op. 10 (1918)
- Cuarteto de cuerda número 3 en Do mayor op. 16 (1920)
- Stretta op. 17 para piano (1920)
- Cuarteto de cuerda número 4 op. 22 (1921)
- Suite para piano 1922 op. 26 (1922)
- Sonata para viola sola op. 25 n.º 1 (1922)
- Quinteto para clarinete y cuerda op. 30 (1923)
- Cuarteto de cuerda número 5 op. 32 (1923)
- Música de cámara concertante, (Kammermusik) para diversos instrumentos, números 1 a 7 (1922-1930).
- Sonata para flauta y piano (1936)
- Tres sonatas para piano (1936)
- Dos sonatas para órgano (1937)
- Cuarteto para clarinete, violín, violonchelo y piano (1938)
- Sonata para piano a cuatro manos (1938)
- Sonata para trompa y piano (1939)
- Sonata para viola y piano (1939)
- Sonata para arpa (1939)
- Sonata para Oboe y piano (1938)
- Sonata para Corno Inglés y piano (1941)
- Sonata para violín y piano (1939)
- Ludus Tonalis, estudios de contrapunto, organización tonal y piano (1942)
- Cuarteto de cuerda número 6 (1943)
- Cuarteto de cuerda número 7 (1945)
- Sonatas para diversos instrumentos y piano  (1935-1955)
- Octeto (1958)

### Música vocal
- Tres canciones para soprano y orquesta op. 9 (1917)
- La muerte de la Muerte (Des Todes Tod) op. 23 n.º 1, canciones para voz, 2 violas y 2 violonchelos, sobre poemas de Eduard Reinache (1922)
- La joven doncella (Die junge Magd) op. 23 n.º 2, canciones para voz, flauta, clarinete y cuarteto de cuerda, sobre poemas de Georg Trakl (1922)
- La vida de María (Das Marienleben) op. 27  canciones sobre poemas de Rainer María Rilke (1923). Versión revisada de 1948.
- De lo incesante (Das Unaufhörliche), oratorio para coro y orquesta sobre texto de Gottfried Benn (1931)
- Canciones alemanas (1942)
- Canciones francesas (1942-44)
- Canciones inglesas (1942)
- 15 motetes (1940-1961)
- La última vez que florecieron las lilas en el huerto (When lilacs last in the dooryard bloom'd), réquiem sobre un poema de Walt Whitman (1946)
- Misa para coro mixto a capella (1963)

### Bibliográfía
- Adorno, Th. W. (1922). «Paul Hindemith». Neue Blätter für Kunst und Literatur.
- — (1985). «Ad vocem Paul Hindemith: una documentación». Impromptus (Laia).
- Dibelius, Ulrich (2004)). La música contemporánea a partir de 1945. Barcelona: Akal.
- Furtwängler, Wilhelm (1934). Der Fall Hindemith.
- Krenek, Ernst (1939)). Music here and now. New York: Norton.
- Lindemann, Henry (1999). Enciclopedia de la Música. Robinbook.
- Marco, Tomás (1989). Historia de la Música del siglo XX. Istmo.
- Richter, Lukas (1983). Historia de la música. EDAF.
- Taruskin, Richard (2009). The Danger of Music and Other Anti-Utopian Essays. University of California Press.
- Thym, Jürgen (sa). Paul Hindemith´s Herodiade.